# Јонишкис
Јонишкис (литв. Joniškis, рус. Янишки, пољ. Janiszki) је град у Литванији, у северном делу земље. Јонишкис је седиште истоимене општине Јонишкис у оквиру округа Шауљај.
Јонишкис је по последњем попису из 2010. године имао 10.685 становника.
Град је шире познат по старом градском језгру са Богордичином црквом и комплексом синагога.

## Партнерски градови
- Зулинген
- Коњин
- Капиљ
- Алуксне
- Добеле
- Виру
- Vimmerby